# DFSK C35
Der DFSK C35 ist ein Kleintransporter aus der Volksrepublik China.

## Beschreibung

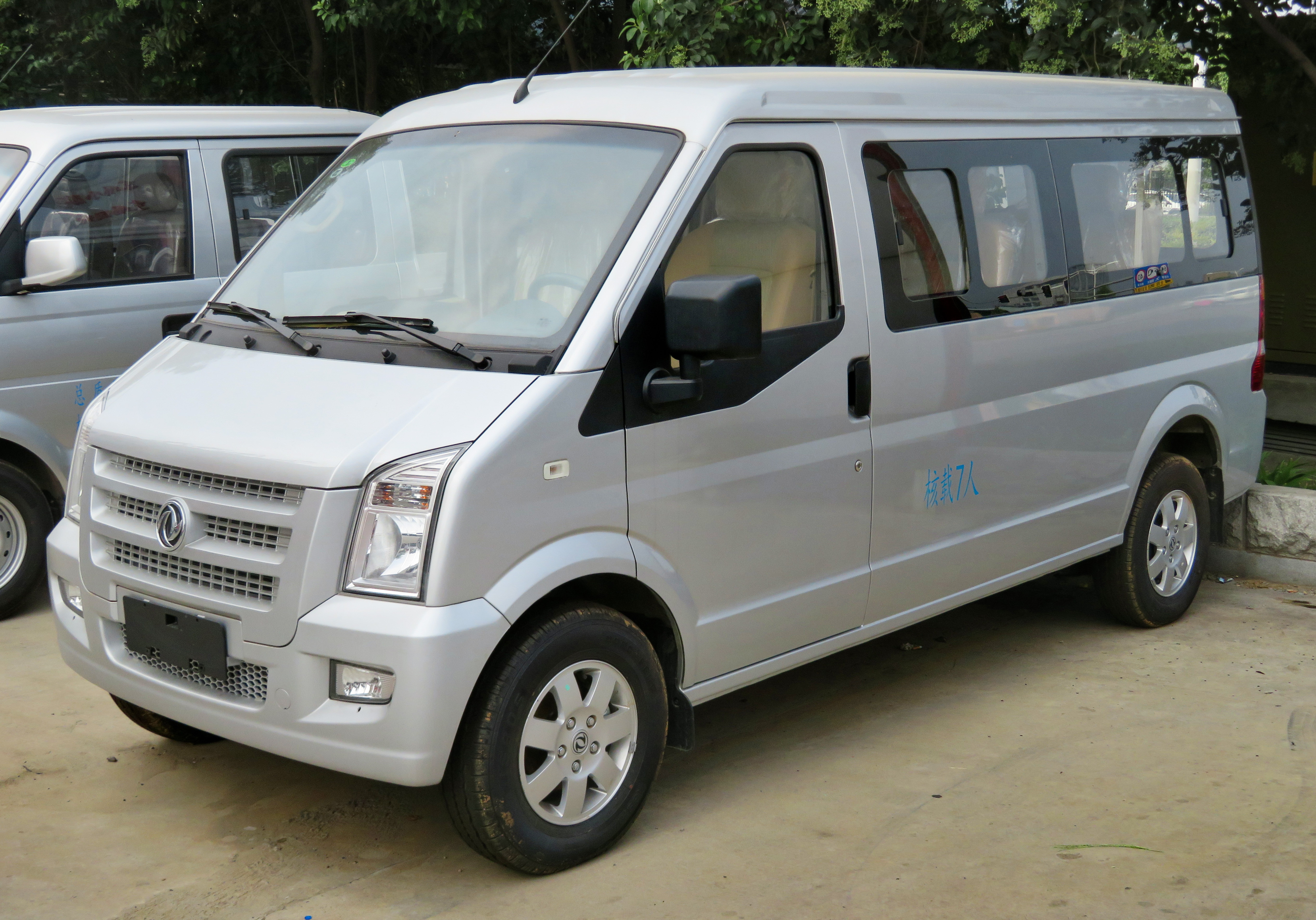
Dongfeng Sokon C37

Hersteller ist Dongfeng Sokon, ein Joint Venture von Dongfeng Motor Corporation und Chongqing Sokon Industry Group. Das Fahrzeug ist einer der günstigsten Kleintransporter, die in Deutschland neu zu kaufen sind.
Die Elektroversion mit dem Namen „DFSK EC35“ verfügt über eine 42-kWh-Lithium-Eisenphosphat-Akkumulator und einen 60-kW-Elektromotor.